# Phoebus (Virginia)
Phoebus è stata una città ubicata nella ex contea di Elizabeth City sulla Virginia Peninsula nell'est della Virginia. Prima che venisse incorporata nel 1900, portava il nome dell'uomo di affari Harrison Phoebus (1840-1886), che è accreditato di aver convinto la Chesapeake and Ohio Railway (C&O) ad estendere la linea alla città, collegandola a Newport News.
La città e la contea sono entrambe estinte, essendo state integrate nel territorio della città autonoma di Hampton nel 1952. Phoebus è oggi un importante quartiere di Hampton ed è inserito nel National Register of Historic Places.

## Storia
Il capitano John Smith approdò in una zona di Phoebus nota come Strawberry Banks, nel suo primo viaggio lungo il fiume James nel 1607. L'area che divenne la città di Phoebus venne fondata nel 1609 con il nome di Mill Creek ed era situata sulle rive della Chesapeake Bay e Hampton Roads.
Mill Creek era ubicata nella Elizabeth City, essendo una delle quattro corporazioni, dette "citties", che vennero stabilite nel 1619 dalla Virginia Company, proprietaria della colonia, per delimitare le aree di sviluppo (le altre tre erano James Cittie, Charles Cittie, ed Henrico Cittie). Nel 1634, le aree confluirono nella Elizabeth City Shire, una delle otto originarie contee della Colonia della Virginia. La contea di Elizabeth City venne fondata nel 1643.
Old Point Comfort divenne sede della fortificazione difensiva all'ingresso del porto di Hampton Roads, sin dai primi tempi, e poi vide la costruzione di Fort Monroe nel 1830, il più antico forte degli Stati Uniti.